# Чанба, Нодар Викторович
Нодар Викторович Чанба (род. 10 марта 1955, Гудаута, Абхазская АССР) — абхазский музыкант, дирижёр, композитор; член правительства и министр культуры Республики Абхазия (1992—1993); народный артист Республики Абхазии (2007).

## Биография
Родился в 1955 году в городе Гудауте, в Абхазской АССР.
В 1978 году окончил Сухумское музыкальное училище по специальности музыковедение и композиция, а в 1985 году окончил Московскую государственную консерваторию им. П. И. Чайковского по специальности хоровое дирижирование.
С 1992 по 1993 годы был министром культуры Республики Абхазия.
В 1992 и 1994 годах принимал участие в мастер-классах и концертах Бах-Академии в городе Штутгарте, проходивших под руководством Гельмута Риллинга.
В 2001 году стажировался у главного дирижёра Большого театра России профессора Марка Эрмлера в Московской консерватории по специальности оперно-симфоническое дирижирование.
С 1985 года работает дирижёром Государственной хоровой капеллы Абхазии, став в 1986 году её художественным руководителем и главным дирижёром.
Внёс вклад в развитие музыкального искусства в Абхазии, в том числе и абхазской народной музыки. Является автором многочисленных произведений хоровой, симфонической, инструментальной и фортепианной музыки, а также обработок древних абхазских песен и духовных песнопений. Им опубликованы исследовательские статьи в различных журналах — «Музыкальная жизнь», «Искусство Абхазии». Является организатором различных фестивалей хоровой и симфонической музыки.
В 2007 году музыканту было присвоено звание народного артиста Республики Абхазии.
Работал профессором Сеульского университета Сан Мьен. Его балеты «Пиноккио» и «Иисус» ставят в Сеуле в Национальном театре и Санмьён Артцентре.
В настоящее время проживает во Франции, выступая с известными музыкантами, продолжая сочинять музыку.